# نبيذ مارانج

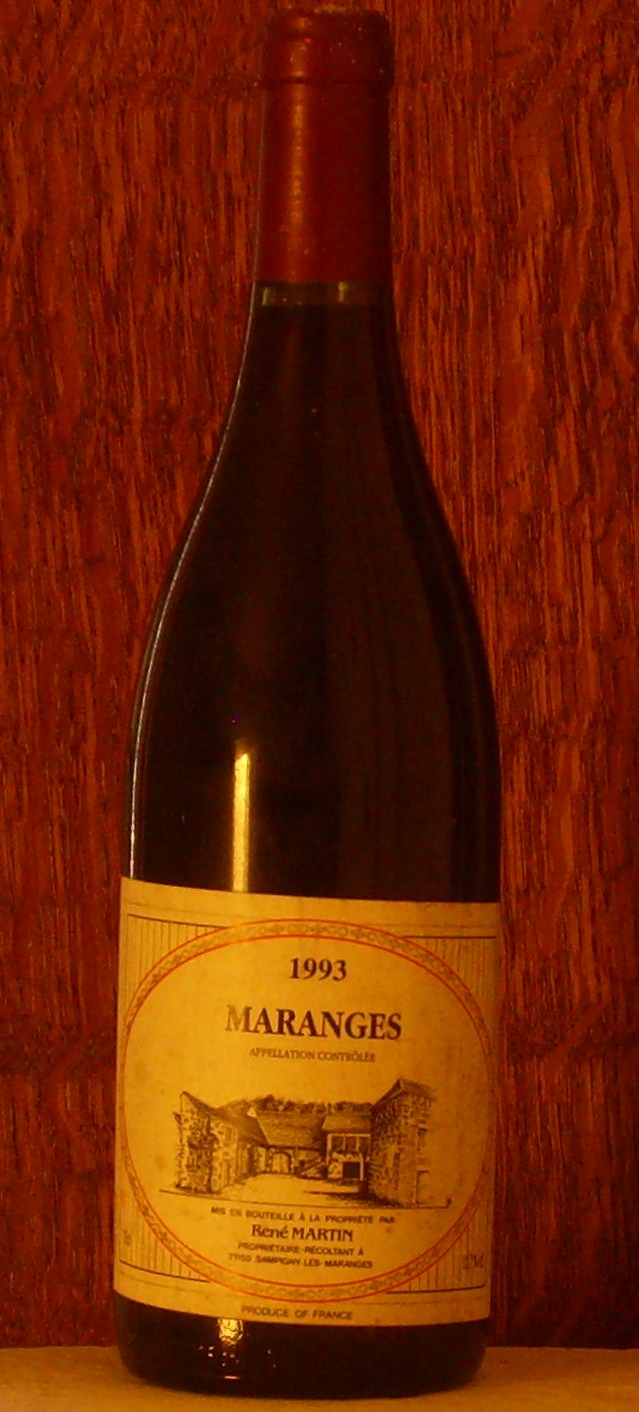
زجاجة نبيذ مارانج.

نبيذ مارانج هو نوع من النبيذ يتكون من حوالي 95٪ نبيذ أحمر و 5٪ نبيذ أبيض، وينتج منه مليون زجاجة سنويا.